# Finntroll/Diskografie
Diese Diskografie ist eine Übersicht über die musikalischen Werke der finnischen Folk-Metal-Band Finntroll. Ihre erfolgreichste Veröffentlichung ist das fünfte Studioalbum Nifelvind, welches Platz acht der finnischen Albumcharts erreichte. Sämtliche Titel der Band sind in schwedischer Sprache verfasst. Soweit bekannt wird auch die deutsche Übersetzung der Titel genannt.

## Alben

### Studioalben
| Jahr | Titel Musiklabel                      | Höchstplatzierung, Gesamtwochen, AuszeichnungChartplatzierungen (Jahr, Titel, Musiklabel, Platzierungen, Wochen, Auszeichnungen, Anmerkungen) | Höchstplatzierung, Gesamtwochen, AuszeichnungChartplatzierungen (Jahr, Titel, Musiklabel, Platzierungen, Wochen, Auszeichnungen, Anmerkungen) | Höchstplatzierung, Gesamtwochen, AuszeichnungChartplatzierungen (Jahr, Titel, Musiklabel, Platzierungen, Wochen, Auszeichnungen, Anmerkungen) | Höchstplatzierung, Gesamtwochen, AuszeichnungChartplatzierungen (Jahr, Titel, Musiklabel, Platzierungen, Wochen, Auszeichnungen, Anmerkungen) | Anmerkungen                                                   |
| Jahr | Titel Musiklabel                      | DE | AT | CH | FI | Anmerkungen                                                   |
| ---- | ------------------------------------- | --- | --- | --- | --- | ------------------------------------------------------------- |
| 1999 | Midnattens Widunder Spinefarm Records | — | — | — | — | Erstveröffentlichung: 1999 „Ungeheuer der Mitternacht“        |
| 2001 | Jaktens Tid Spinefarm Records         | — | — | — | FI20 (2 Wo.)FI | Erstveröffentlichung: 18. September 2001 „Jagdzeit“           |
| 2004 | Nattfödd Spinefarm Records            | — | — | — | FI22 (3 Wo.)FI | Erstveröffentlichung: 19. April 2004 „Nachtgeboren“           |
| 2007 | Ur Jordens Djup Spinefarm Records     | DE91 (1 Wo.)DE | — | — | FI23 (3 Wo.)FI | Erstveröffentlichung: 28. März 2007 „Aus den Tiefen der Erde“ |
| 2010 | Nifelvind Century Media               | DE31 (1 Wo.)DE | AT61 (1 Wo.)AT | CH44 (1 Wo.)CH | FI8 (1 Wo.)FI | Erstveröffentlichung: 17. Februar 2010 „Höllenwind“           |
| 2013 | Blodsvept Century Media               | DE73 (1 Wo.)DE | — | CH79 (1 Wo.)CH | FI10 (3 Wo.)FI | Erstveröffentlichung: 22. März 2013 „Blutumhüllt“             |
| 2020 | Vredesvävd Century Media              | DE32 (1 Wo.)DE | AT40 (1 Wo.)AT | CH21 (1 Wo.)CH | FI6 (3 Wo.)FI | Erstveröffentlichung: 18. September 2020 „aus Zorn gewoben“   |

### Livealben
| Jahr | Titel Musiklabel                                  | Anmerkungen                                                                  |
| ---- | ------------------------------------------------- | ---------------------------------------------------------------------------- |
| 2014 | Natten med de levande Finntroll Spinefarm Records | Erstveröffentlichung: 13. Juni 2014 „Die Nacht mit den lebendigen Finntroll“ |

### EPs
| Jahr | Titel Musiklabel                | Höchstplatzierung, Gesamtwochen, AuszeichnungChartplatzierungen (Jahr, Titel, Musiklabel, Platzierungen, Wochen, Auszeichnungen, Anmerkungen) | Höchstplatzierung, Gesamtwochen, AuszeichnungChartplatzierungen (Jahr, Titel, Musiklabel, Platzierungen, Wochen, Auszeichnungen, Anmerkungen) | Höchstplatzierung, Gesamtwochen, AuszeichnungChartplatzierungen (Jahr, Titel, Musiklabel, Platzierungen, Wochen, Auszeichnungen, Anmerkungen) | Höchstplatzierung, Gesamtwochen, AuszeichnungChartplatzierungen (Jahr, Titel, Musiklabel, Platzierungen, Wochen, Auszeichnungen, Anmerkungen) | Anmerkungen                                            |
| Jahr | Titel Musiklabel                | DE | AT | CH | FI | Anmerkungen                                            |
| ---- | ------------------------------- | --- | --- | --- | --- | ------------------------------------------------------ |
| 2004 | Trollhammaren Spinefarm Records | — | — | — | FI10 (4 Wo.)FI | Erstveröffentlichung: 13. April 2004 „Der Trollhammer“ |

Weitere EPs
| Jahr | Titel Musiklabel                     | Anmerkungen                                                                       |
| ---- | ------------------------------------ | --------------------------------------------------------------------------------- |
| 2003 | Visor om Slutet Spinefarm Records    | Erstveröffentlichung: 30. April 2003 „Lieder vom Ende“                            |
| 2013 | Blodsvept EP Devil Inc. Presseverlag | Erstveröffentlichung: 28. Februar 2013 „Blutumhüllt“; Beilage des Magazins Legacy |

### Demos
| Jahr | Titel Musiklabel     | Anmerkungen                |
| ---- | -------------------- | -------------------------- |
| 1998 | Rivfader Eigenverlag | Erstveröffentlichung: 1998 |

## Musikvideos
- 2004: Trollhammaren
- 2007: Nedgång
- 2010: Solsagan
- 2010: Under Bergets Rot
- 2012: Ett Norrskensdad
- 2013: Häxbrygd

## Statistik

### Chartauswertung
|                     | DE    | AT    | CH    | FI    |
| ------------------- | ----- | ----- | ----- | ----- |
| Nummer-eins-Alben   | DE—DE | AT—AT | CH—CH | FI—FI |
| Top-10-Alben        | DE—DE | AT—AT | CH—CH | FI4FI |
| Alben in den Charts | DE4DE | AT2AT | CH3CH | FI7FI |